# الکس وبستر
الکس وبستر (انگلیسی: Alex Webster؛ زادهٔ ۲۵ اکتبر ۱۹۶۹) موسیقی‌دان، و ترانه‌سرا اهل ایالات متحده آمریکا است. وی از سال ۱۹۸۷ میلادی تاکنون مشغول فعالیت بوده است.